# John Geiger

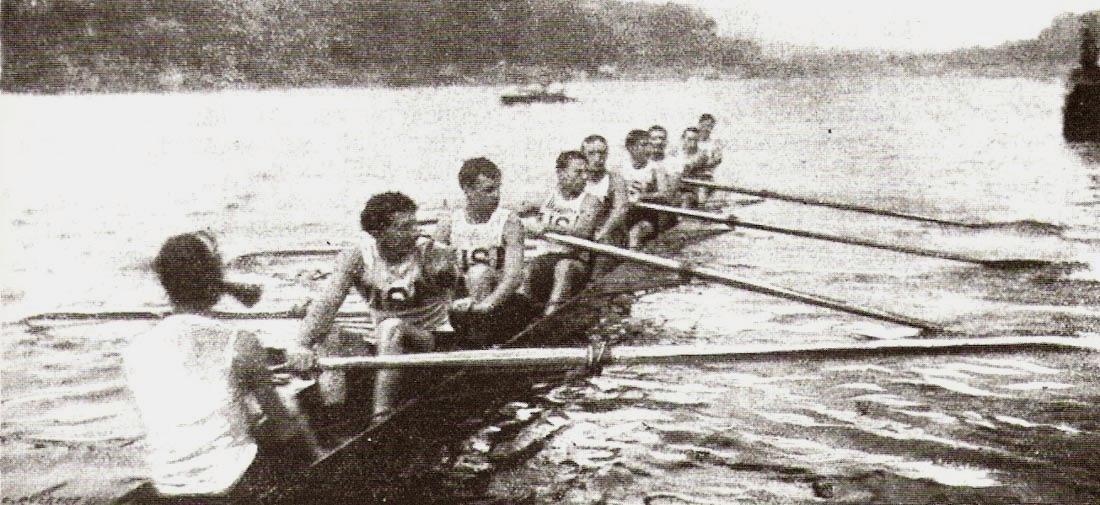
Die Olympiasieger aus Philadelphia 1900

John Francis Geiger (* 28. März 1873 in Philadelphia; † 6. Dezember 1956 ebenda) war ein amerikanischer Ruderer. John Geiger ruderte für den Vesper Boat Club. 
Als bei den Olympischen Spielen 1900 in Paris erstmals olympische Ruderwettbewerbe ausgetragen wurden, war der Achter des Vesper Boat Club das einzige amerikanische Boot am Start. William Carr, Harry DeBaecke, John Exley, John Geiger, Edwin Hedley, James Juvenal, Roscoe Lockwood, Edward Marsh und Steuermann Louis Abell siegten mit sechs Sekunden Vorsprung auf den belgischen Achter. Bei den nordamerikanischen Meisterschaften 1900 fehlten aus dem Olympia-Achter DeBaecke und Geiger wegen Krankheit.